# Bambi-Verleihung 1982
Die 33. Bambi-Verleihung fand am 26. März 1982 in Kay’s Bistro am Viktualienmarkt in München statt. Die Preise beziehen sich auf das Jahr 1981.

## Die Verleihung
1982 wurde erstmals ein Video-Bambi verliehen „um der stürmischen Entwicklung dieses Mediums Rechnung zu tragen“ wie der Chefredakteur der Bild+Funk, Günter van Waasen, in seiner Laudatio sagte. Der Bambi ging an Otto Waalkes. Der Bambi für die beste Livesendung ging an die Fernsehübertragung der BBC von der Hochzeit von Prinz Charles und Diana. Er wurde an den Produzenten der Übertragung, Michael Lumley, übergeben.

## Preisträger
Aufbauend auf der Bambidatenbank.

### Beste Serie des Jahres
Linda Gray für Dallas

### Einfallsreichster deutscher Unterhaltungsproduzent
Wolfgang Rademann für Das Traumschiff

### Nachwuchs
Patrick Bach für Silas

 Laudatio: Günter van Waasen 

### ?
Stefan Heym für Collin

### Livesendung
Michael Lumley für die Übertragung der Hochzeit von Prinz Charles und Diana

### Medizinsendung
Antje Schaeffer-Kühnemann für verschiedene Sendungen über Medizin und Gesundheit

### Hervorragende Darstellung
Eliška Balzerová für Das Krankenhaus am Rande der Stadt

### Showmaster des Jahres
Joachim Fuchsberger für Auf Los geht’s los

### Video Bambi
Otto Waalkes

 Laudatio: Günter van Waasen 